# Brilliant Dadachova
Brilliant Süleyman qızı Dadaşova (souvent orthographiée Dadashova ou Dadasheva) (née le 15 septembre 1965 à Bakou) est une chanteuse populaire azérie. Elle est artiste émérite de l'Azerbaïdjan.

## Carrière
Brilliant Dadaşova est née dans une famille de six enfants. Son père était architecte et sa mère accordéoniste est morte dans un accident de voiture. Sa carrière musicale commença en 1985 quand elle participa au Festival international de la jeunesse à Moscou. En 1987 elle remporta le Concours de chanteurs d'estrade de l'Union, une compétition entre les représentants des républiques de l'Union soviétique. En 1990 elle termina ses études à l'Institut national de la culture et des arts de l'Azerbaïdjan et devint une des chanteuses les plus accomplies de l'Azerbaïdjan. Elle est aussi une des rares chanteuses azerbaïdjanaises populaires qui représenta son pays à l'étranger (aux États-Unis, Canada, Royaume-Uni, Allemagne, Autriche, Suède, Russie et Turquie). En 1995 sa chanson Züleyha était dans les hit-parades russes. En 1997 elle était entre les chanteurs qui enregistrèrent l'album Landet vi kommer fra ("La terre d'où on vient", édité par le Kirkelig Kulturverksted en Norvège) avec le chœur norvégien SKRUK; l'album incorpore les chansons folkloriques azéris chantés en deux langues. En 1999 elle fut élue au Conseil municipal de Bakou. De 2001 à 2006 elle anima le talk show Gözəllik dünyanı xilas edəcək ("La beauté sauvera le monde") sur Space TV. En 2004 sa chanson Vokaliz (l'improvisation vocale sur les mélodies folkloriques azéries de danse Meydan et Baki et la composition Novruzum de Vaqif Gərayzadə, éditée en 2001) devint l'affaire litigieuse après que la chanteuse arménienne Vardouhi Vartanian (†2006) l'eut chantée sans permission légale. Depuis septembre 2006 Brilliant Dadaşova est engagée dans le projet de télévision Akademiya qui a pour objectif d'entraîner les jeunes gens talentueux pour la carrière musicale.
Brilliant Dadaşova est mariée et a un fils.